# Motyle kolorowe
Motyle kolorowe – drugi album studyjny Magma wydany w 1998 roku. Album promuje utwór pt. Dzień jak piękna kobieta.

## Lista utworów
1. Dzień jak piękna kobieta (3:03)
2. Motylke kolorowe (3:27)
3. Zagubieni kochankowie (4:02)
4. Śnięty Beduin (3:50)
5. Bez adresu (3:14)
6. Nogi do nieba (4:04)
7. Powiedzmy to (4:02)
8. Magnesy ciał (3:55)
9. Najpiękniejsze sny (3:22)
10. Szafirowa (4:07)
11. Umbrella (4:01)